# Infernus (album Hate Eternal)
Infernus – szósty album studyjny amerykańskiego zespołu muzycznego Hate Eternal. Wydawnictwo ukazało się 21 sierpnia 2015 roku nakładem wytwórni muzycznej Season of Mist. Nagrania zostały zarejestrowane w należących do Erika Rutana Mana Recording Studios w St. Petersburgu w stanie Floryda pomiędzy wrześniem 2014, a styczniem 2015 roku. Wszystkie utwory wyprodukował i zmiksował sam Rutan. Mastering w West West Side Music wykonał Alan Douches. Okładkę płyty wykonał Eliran Kantor.

## Lista utworów
Opracowano na podstawie materiału źródłowego.
| Nr  | Tytuł utworu                          | Autorzy          | Długość |
| --- | ------------------------------------- | ---------------- | ------- |
| 1.  | „Locust Swarm”                        | Rutan, Hrubovcak | 03:39   |
| 2.  | „The Stygian Deep”                    | Rutan            | 04:30   |
| 3.  | „Pathogenic Apathy”                   | Rutan, Hrubovcak | 04:55   |
| 4.  | „La Tempestad”                        | Rutan, Hrubovcak | 03:52   |
| 5.  | „Infernus”                            | Rutan            | 06:18   |
| 6.  | „The Chosen One”                      | Rutan, Hrubovcak | 03:19   |
| 7.  | „Zealot, Crusader of War”             | Rutan, Hrubovcak | 04:39   |
| 8.  | „Order of the Arcane Scripture”       | Rutan, Hrubovcak | 04:18   |
| 9.  | „Chaos Theory” (utwór instrumentalny) | Rutan, Hrubovcak | 03:40   |
| 10. | „O' Majestic Being, Hear My Call”     | Rutan            | 05:55   |
|     |                                       |                  | 45:05   |

## Twórcy
Opracowano na podstawie materiału źródłowego.

- Erik Rutan – wokal prowadzący, gitara rytmiczna, gitara prowadząca, inżynieria dźwięku, miksowanie, produkcja
- Chason Westmoreland – perkusja, instrumenty perkusyjne
- J.J. Hrubovcak – gitara basowa, inżynieria dźwięku
- Alan Douches – mastering
- Eliran Kantor – okładka
- Mike Wohlberg – oprawa graficzna
- Edward Linsmier, Geno O' Dor, James Allen – zdjęcia